# Ercole Balzac
Pour les articles homonymes, voir Balzac.
Ercole Balzac, également connu sous le nom de Billy Balzac, est un boxeur français né le 2 novembre 1891 à Villeneuve-lès-Béziers, où il est mort le 18 septembre 1973.

## Biographie
Ercole Balzac naît en 1891 d'un père cultivateur et d'une mère couturière. Il fait ses débuts à Paris en gagnant le championnat de France amateur 1911. Après une tournée en Australie en 1912, qu'il conclut avec un bilan d'une victoire pour cinq défaites. Fantassin puis mitrailleur dans l'aviation, il obtient la médaille militaire, la croix de guerre avec sept citations et finit capitaine,. Ercole Balzac est champion de France des moyens de 1919 à 1922. Lors de la perte du titre, son partenaire d'écurie Battling Siki, soigneur et homme de coin, s'en prend au vainqueur Maurice Prunier et à son manager,. En 1920, Balzac devient champion d'Europe des poids moyens en s'imposant par knockout contre l'Anglais Tom Gummer,. Battu lors de sa défense devant Gus Platts en 1921, il conserve finalement son titre, la caution alors obligatoire du challenger n'ayant pas été déposée à la pesée. Retiré des rings, il est attaché à la direction du fret de la compagnie Aigle Azur à Nice.